# 元宇品口停留場
元宇品口停留場（日语：／ Motoujina-guchi teiryūjō */?），又稱元宇品口電車站，是位於廣島縣廣島市南區宇品海岸二丁目，廣島電鐵宇品線的電車站。車站編號為U17。

## 歷史
在1915年（大正4年），宇品線御幸橋東邊至宇品之間開通之際，於線內設有一座電車站，名為向宇品口停留場（日语：／）。當時的路線是從御幸橋東邊沿西堤防一直南下至宇品地區，然後經過向宇品口停留場才到達海岸通的宇品停留場（現時位於海岸通停留場附近）。當時路線全段都是單線鐵路，在向宇品口停留場設有列車交會設備。
向宇品口停留場在1929年（昭和4年）遷移，並改名為二丁目裏停留場（日语：／）。在1935年（昭和10年），御幸橋東邊至宇品之間的路段改經宇品通，使二丁目裏停留場廢止。同日，於新線上開設了此電車站。當時此電車站名為向宇品停留場（日语：／）。
新線從宇品通南下，直至在棧橋前轉入海岸通向西前進，然後便到達此電車站，當時取代了宇品停留場，此電車站成為宇品線的終點站。在1945年（昭和20年）8月6日，廣島市被投下原子彈，使宇品線全線不能通行。隨後，宇品線此電車站至電鐵前於同月18日重開。在數年後一直仍然成為宇品線的終點站。在戰前曾經計劃於西堤防的西邊進行填海，並於1951年（昭和26年）完成。在填海地建設有廣島縣營棧橋，而宇品線也延伸至該處，建設了宇品終點。使此電車站成為宇品線內其中一座中途站，隨後電車站改名為向宇品口停留場。在2001年（平成13年），此電車站改名為元宇品口停留場。
- 1915年（大正4年）4月3日 - 宇品線御幸橋東詰至宇品之間開通，向宇品口停留場啟用[3]。
- 1929年（昭和4年） - 電車站遷移，並改名為二丁目裏停留場[3]。
- 1935年（昭和10年）12月27日 - 御幸橋東詰至宇品間改經新線，二丁目裏停留場廢止。同時此站啟用，當時電車站名為向宇品停留場，為宇品線終點站[3]。
- 1945年（昭和20年）
  - 8月6日 - 廣島市被投下原子彈，使宇品線全線不能通行[3]。
  - 8月18日 - 宇品線電鐵前至此電車站以雙線鐵路重開[3]。
- 1951年（昭和26年）4月1日 - 向宇品至宇品終點之間開通，使此電車站成為中途站[3]。
- 1969年（昭和34年）以前 - 電車站改名為向宇品口停留場（日期不詳）[2]。
- 2001年（平成13年）11月1日 - 電車站改名為元宇品口停留場[3]。

## 電車站構造
電車站設有2面2線的相對式低地台月台（千鳥式月台），路線向東西兩邊延伸。月台之間設有路口。路口東邊是廣島港方向的下行月台，該月台是建造上獨立路軌上。路口西邊是廣島站和紙屋町方向的上行月台，該月台是建設行車道上。
月台設有上蓋和長椅。月台可容納3卡、5卡接掛電車。

### 運行系統
此電車站是宇品線電車站之一。0、1、3、5系統會駛入此站。
| 下行月台 | 1号線 · 3号線 · 5号線 | 前往廣島港           |
| 上行月台 | 0号線                 | 前往廣電本社前       |
| 上行月台 | 1号線                 | 經紙屋町前往廣島站   |
| 上行月台 | 3号線                 | 前往廣電西廣島       |
| 上行月台 | 5号線                 | 經比治山下前往廣島站 |

## 電車站周邊
電車站北邊設有住宅區，南邊為元宇品（宇品島）的入口，該處設有道路進行曉橋。在島內設有元宇品公園。在路軌北方設有國道（廣島南道路）和高速公路（廣島高速3號線）並行
- 廣島港公園
- 瀨戶內海汽船株式會社（日语：瀬戸内海汽船）總部
- 廣島海上大廈
- 廣島市營棧橋

## 相鄰電車站
廣島電鐵
■宇品線
海岸通（U16）－元宇品口（U17）－廣島港（U18）

## 注腳
1. 1 2 3  川島令三. . 【図説】 日本の鉄道. 第7巻 広島エリア. 講談社. 2012: 15・81頁. ISBN 978-4-06-295157-9 （日语）.
2. 1 2 3 4 5  今尾惠介（監修）. . 11 中国四国. 新潮社. 2009: 18・38頁. ISBN 978-4-10-790029-6 （日语）.
3. 1 2 3 4 5 6 7 8 9 10 11 12  《広電が走る街 今昔》150-157頁
4. 1 2 3 4 5 6  《広電が走る街 今昔》82-85・91-95頁
5. 1 2  川島令三.  中国篇 2. 草思社. 2009: 103・109頁. ISBN 978-4-7942-1711-0 （日语）.

## 外部連結
- 元宇品口 | 電車情報：電停指南（页面存档备份，存于）（日語） - 廣島電鐵